# Die Chirurginnen
Die Chirurginnen e. V. ist ein Berufsverband, der die  Interessen von Ärztinnen vertritt, die chirurgisch tätig sind, waren oder werden möchten. Der Verband wurde im Januar 2021 gegründet. Er hat die Rechtsform eines eingetragenen Vereins mit Sitz in Marburg und ist als gemeinnützig anerkannt.

## Geschichte

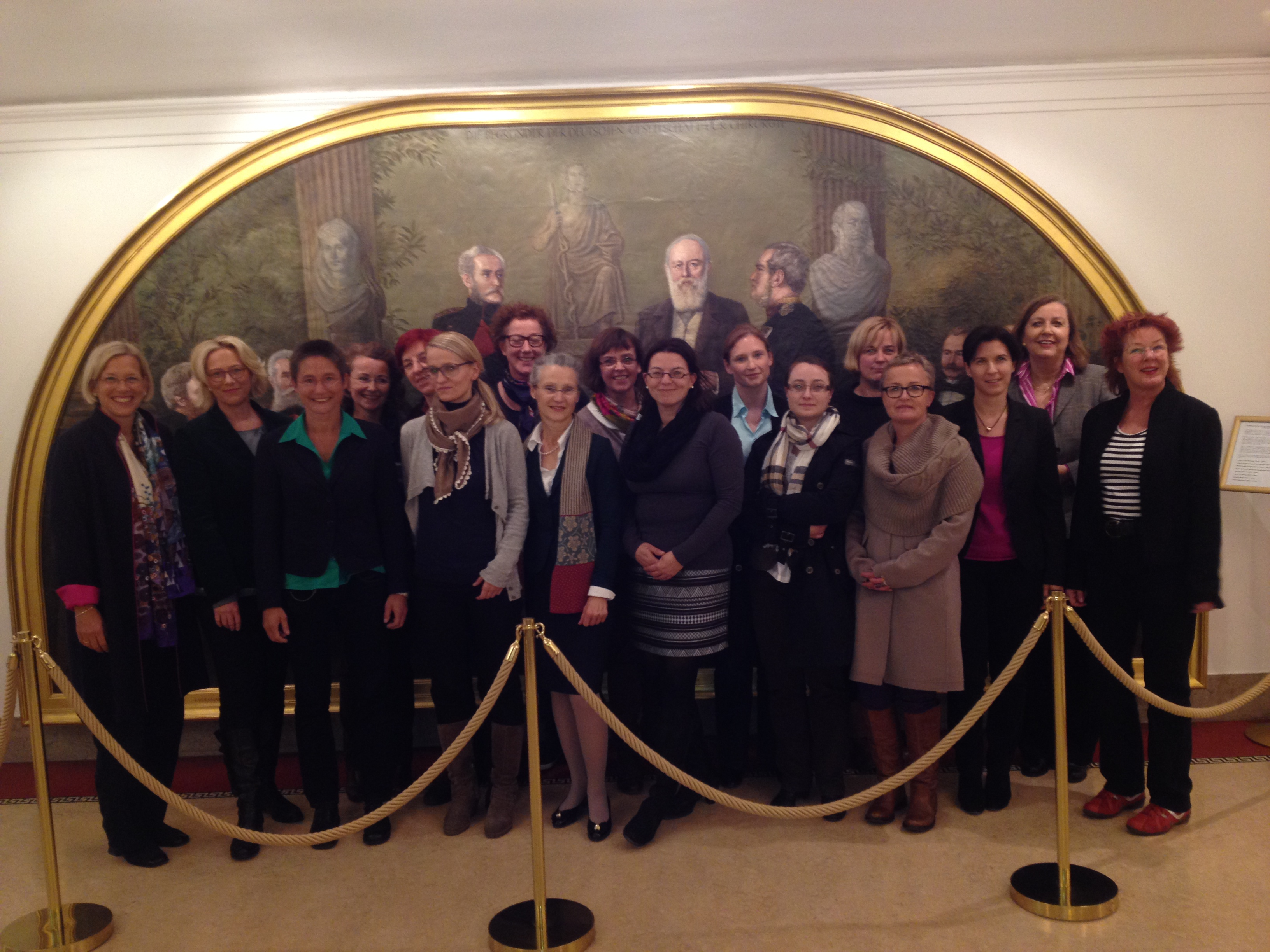
Teilnehmerinnen des Seminars Chirurginnen auf dem Weg nach oben (2012)

2011 initiierte die Berliner Chirurgin Gunda Leschber gemeinsam mit dem Berufsverband der Deutschen Chirurgen (seit 2022: Berufsverband der Deutschen Chirurgie) die bis heute fortdauernde Seminarreihe Chirurginnen auf dem Weg nach oben, in deren Verlauf die Idee entstand, ein Netzwerk von und für chirurgisch tätige Frauen zu knüpfen. Die an dieser Idee beteiligten Frauen schlossen sich im Jahr 2013 zunächst auf einigen Plattformen im Internet zusammen.
Auslöser für die Vereinsgründung im Jahr 2021 war „eine Mitteilung des Berufsverbandes der Deutschen Chirurgen Ende 2020, die ein recht positives Bild von der Chancengleichheit in ihrem Fachbereich zeichnete“. Diese Mitteilung stieß bei Chirurginnen auf Unverständnis, da gemäß der Bundesärztekammer nur zehn Prozent der Mediziner auf Führungsebene weiblich sind und in der Chirurgie diese Quote bei fünf Prozent liegt. Voraus gegangen war FamSurg (kurz für family and surgery, auf Deutsch: Familie und Chirurgie) – ein vom Bundesministerium für Bildung und Forschung (BMBF) und dem Europäischen Sozialfonds der Europäischen Union (ESF) gefördertes Projekt am Universitätsklinikum Schleswig-Holstein –, das 2011 mit dem Ziel eingerichtet wurde, „den Anteil der Chirurginnen an deutschen Kliniken langfristig zu erhöhen und familienfreundliche Strukturen in der Chirurgie zu schaffen“. Während der Projektlaufzeit richtete die Gießener Medizinerin Katja Schlosser ein Chirurginnen-Netzwerk ein, wofür sie von FamSurg 2015 mit einem Preis geehrt wurde. Daraus ging der Verein hervor, der als deutschsprachige Variante der seit 1981 bestehenden amerikanischen Association of Women Surgeons gedacht war.
Der Deutsche Frauenrat nahm den Verein im Juni 2023 als 62. Mitglied auf.
Im April 2024 lag die Mitgliederanzahl bei über 2000 Personen.

## Vereinsaktivitäten

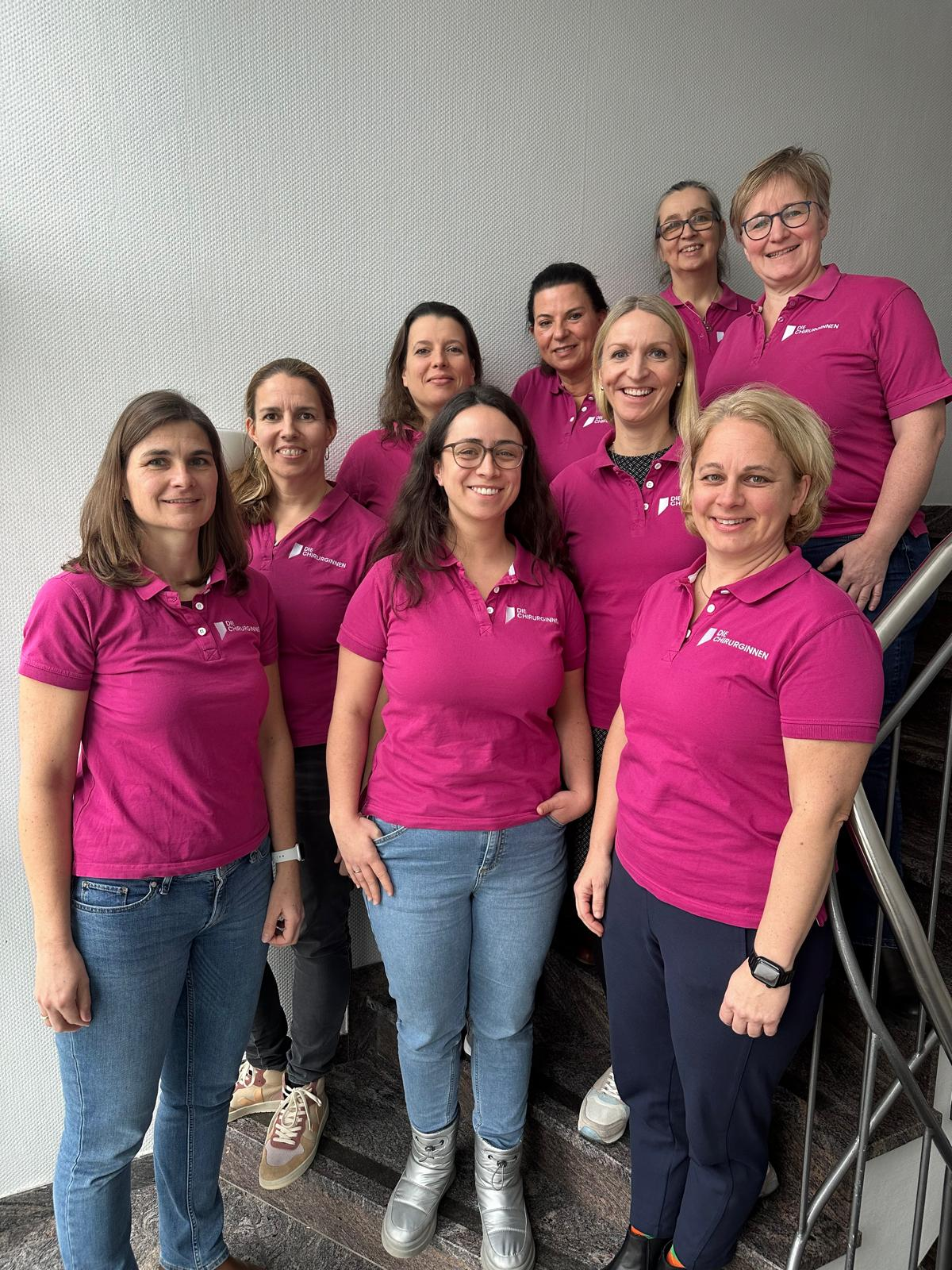
Vorstand Die Chirurginnen e.V. 1/2024 ohne Natalie Dorst und Sonja Könemann

Neben dem fachlichen Informationsaustausch hat sich der Verein zum Ziel gesetzt, unter anderem fallbezogene Hilfe, Beistand und Unterstützung während der Nachtdienste zu leisten und sich für die Vereinbarkeit von Familie und Beruf einzusetzen. Laut Satzung ist eine weitere Aufgabe unter anderen das Bemühen um Herstellung von Chancengleichheit von Frauen und Männern in der Chirurgie, die Vertretung der Belange von Chirurginnen gegenüber Gesetzgebung, Verwaltung und Öffentlichkeit und die Förderung wissenschaftlicher Arbeiten. Überdies sollen Netzwerkbildung und Austausch untereinander, aber auch mit gleichartigen Organisationen im In- und Ausland gefördert werden – „Austausch als Kernstück gegenseitigen Empowerments“. Daneben soll Hilfe bei der Wiedereingliederung in den Beruf und bei der Anpassung an die sich ändernden Arbeitsbedingungen gewährt werden. Schließlich habe der Verein für die Durchführung von Fortbildungsveranstaltungen, Wohltätigkeitsaktionen, von Vorträgen und Versammlungen, Diskussionsabenden und Fachtagungen zu sorgen. Der Verein kooperiert mit verschiedenen Organisationen, darunter dem Berufsverband der Deutschen Chirurgie, der Deutschen Gesellschaft für Allgemein- und Viszeralchirurgie, dem Deutschen Ärztinnenbund oder dem Verein Swiss Female Orthopaedics.

## Rezeption
In einer auf den Zahlen der Bundesärztekammer aus dem Jahr 2021 beruhenden Grafik werden zwölf medizinische Fächer mit ihrem Frauenanteil aufgelistet, wobei der Anteil von Frauen in der Chirurgie niedriger als in allen anderen Fächern liegt. „Männliche Monokultur“, die sich auf „hochkarätigen Kongressen“ und in den Vorständen von Fachgesellschaften abbilde, mache „Netzwerke wie ‚Die Chirurginnen‘“ zu einem notwendigen „Gegengewicht zu männlichen Seilschaften“, resümierte der Stern.

## Auszeichnungen
- 2022: Impact of Diversity Award in der Kategorie „Gender Inclusion“[16]
- 2023: Soroptimist Deutschland Preis[17]

## Mitgliedschaften und Kooperationen
- Berufsverband der Deutschen Chirurgie (Kooperation)
- Deutscher Ärztinnenbund (Kooperation)
- Deutscher Frauenrat (Mitglied)[9]

## Veröffentlichungen
- Julia Gumpp, Silke Mertmann, Katja Schlosser, Hanna Bedürftig: Die Chirurginnen e.V. – Wer wir sind. In: Zentralblatt für Chirurgie. Band 146, Nr. 4, 2021, S. 365–366, doi:10.1055/a-1525-7647, urn:nbn:de:101:1-2021090309282301186936.
- Silke Mertmann, Katja Schlosser, Hanna Bedürftig, Julia Gump, Susanna Ostendorf: Die Chirurginnen. Gemeinsam einfach besser. In: www.bdc.de. Berufsverband der Deutschen Chirurgie (BDC), 25. August 2021.
- Isabella Metelmann, Uta-Carolin Pietsch, Silke Kappelmeyer, Sven Wessela, Maya Niethard, Laura Klotz: Operieren in der Schwangerschaft und Stillzeit (OpidS) in der Thoraxchirurgie. Ein interdisziplinäres Konsensuspapier. In: Zentralblatt für Chirurgie. 15. Mai 2023, ISSN 1438-9592, doi:10.1055/a-2074-7405, urn:nbn:de:101:1-2023062912392980943062.
- Ursula Elisabeth Maria Werra, Miriam Rauch, Franziska Hettenbach u. a.: „Gemeinsam einfach besser“. Wie female empowerment alle voranbringt. Die Gefäßchirurginnen des Chirurginnen e. V. In: Gefässchirurgie. Band 27, Nr. 8, 2022, S. 572–578, doi:10.1007/s00772-022-00945-7, urn:nbn:de:101:1-2023021321235124066328.